# UST Museum of Arts and Sciences

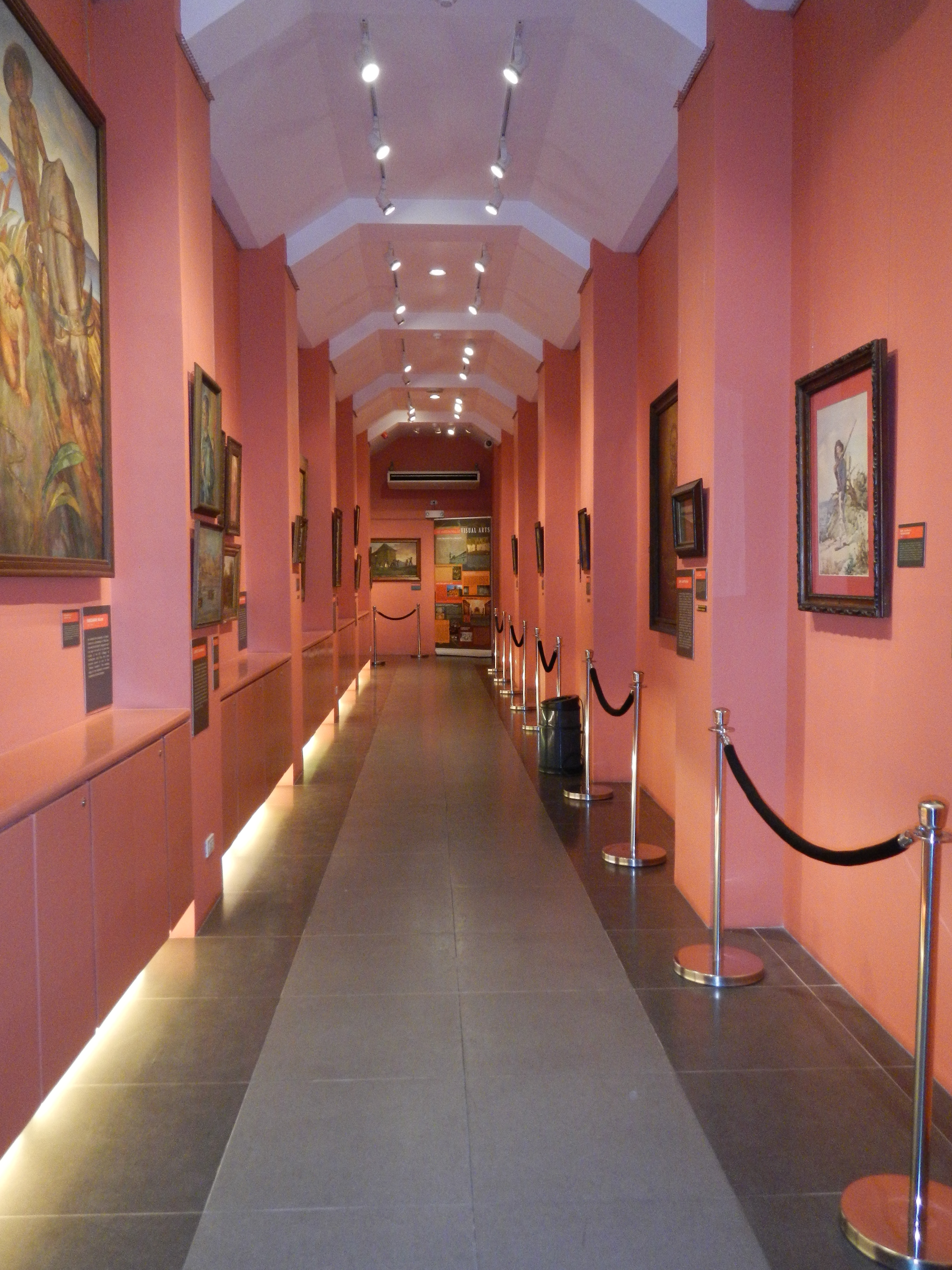
Een gang in het museum met enkele van de schilderijen

Het University of Santo Tomas Museum of Arts and Sciences is het museum van de University of Santo Tomas (UST) in de Filipijnse hoofdstad Manilla. Het museum is gevestigd in het hoofdgebouw van de UST en is het oudste museum in de Filipijnen. De geschiedenis van het museum voert terug tot de 17e eeuw toen de universiteit per koninklijk besluit toestemming kreeg voor het opzetten van een observatiekamer met diverse mineralen, botanische en biologische collecties. Later begon men ook met het verzamelen en tentoonstellen van schilderijen. Daarnaast heeft het museum etnografische collectie, een collectie met munten, medailles en andere memorabilia en een afdeling met oriëntaalse voorwerpen.

## Collecties

### Natuurhistorie
Sinds het allereerste begin van het museum in 1682 zijn er natuurhistorische collecties te zien geweest. Middels een koninklijk decreet van Karel II van Spanje kreeg de UST toestemming om een Gabinete de Fisica (observatiekamer met dieren, planten en mineralen) te openen. Een dergelijke observatiekamer was binnen het Spaanse onderwijs een vereiste voor het openen van een faculteit medicijnen. Het Gabinete de Fisica werd dat jaar nog geopend, maar de faculteit medicijnen werd pas veel later, in 1871, opgericht. Tegenwoordig is het museum in het bezit van een grote natuurhistorische collectie. De collectie omvat een groot aantal dierensoorten, waaronder opgezette slangen, krokodillen, een tamaroe en een carabao met twee koppen. Er zijn veel exemplaren van Filipijns-endemische dieren te zien. Veel van deze diersoorten zijn tegenwoordig bedreigd of reeds uitgestorven. Tevens zijn in dit deel van het museum een groot aantal schelpen tentoongesteld. 

### Schilderijen
Het museum verzamelt sinds 1940 ook schilderijen. De collectie van het museum is te verdelen in drie groepen. De eerste groep zijn schilderijen met religieuze onderwerpen uit met name de 16e en 17e eeuw. De schilderijen tonen taferelen uit de bijbel, portretten van (patroon)heiligen of Maria en Jezus. Sommige van deze schilderijen zijn door Spaanse missionarissen meegenomen uit Spanje en andere werden in de Filipijnen geschilderd. Een tweede groep schilderijen betreft portretten van pausen, bisschoppen, rectors van de UST en Dominicanen. Zo is het museum in het bezit van 22 portretten van Dominicaanse martelaren die in de 17e, 18e en 19e eeuw tijdens hun missionariswerk werd gedood. De derde en laatste groep betreft schilderijen van veelal Filipijnse en een enkele buitenlandse schilder vanaf het einde van de 19e eeuw tot de jaren 60 van de 20e eeuw. Het betreft onder meer schilderijen van Filipijnse kunstenaars Fernando Amorsolo, Pablo Amorsolo, Simeon Flores, Carlos Francisco, Felix Resurreccion Hidalgo, Juan Luna, Anita Magsaysay-Ho, Vicente Manansala, Galo Ocampo, Fabian de la Rosa, Manuel Zaragosa en de Spaanse kunstschilder Francisco Goya. Door ruimtegebrek zijn veel schilderijen van het museum niet permanent tentoongesteld.